# Jásfalva
Jásfalva (románul: Iașu) falu Romániában, Hargita megyében.

## Története
Kányád része. 1956-ig adatai a községéhez voltak számítva. A trianoni békeszerződés előtt Udvarhely vármegye Udvarhelyi járásához tartozott.

## Népessége
2002-ben 56 lakosa volt, ebből 53 magyar és 3 román.

## Vallások
Lakói közül 28-an római katolikusok és 25-en reformátusok.